# ジョン・C・ステニス宇宙センター
ジョン・C・ステニス宇宙センター（ジョン・C・ステニスうちゅうセンター、英: John C. Stennis Space Center、SSC）は、アメリカ合衆国ミシシッピ州とルイジアナ州の州境近くのハンコック郡にある、アメリカ航空宇宙局 (NASA) で最大のロケットエンジン試験施設である。

## 歴史

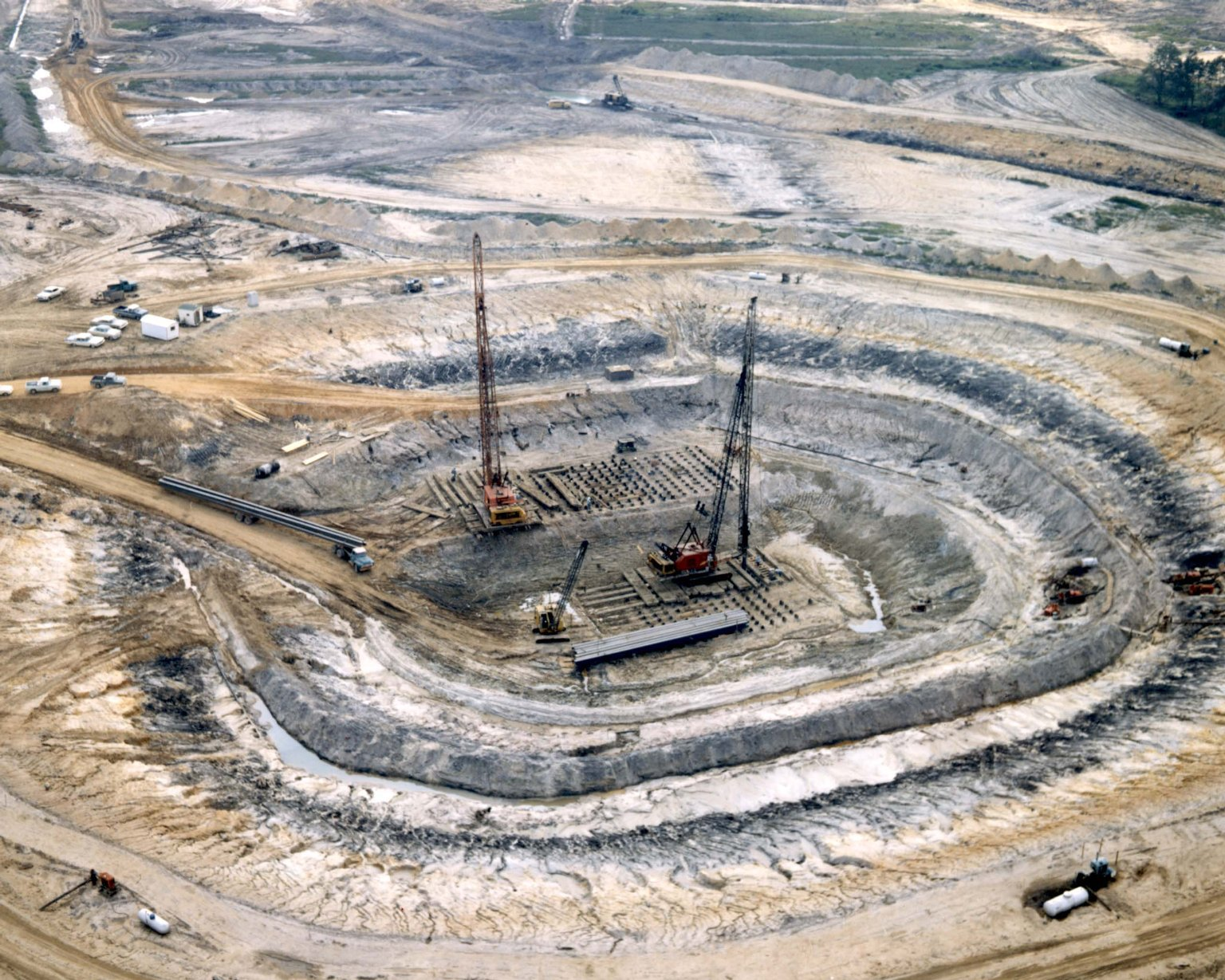
A-2試験棟の建設

NASAは、ルイジアナ州ニューオーリンズのロケット製造施設とフロリダ州ケープ・カナベラルのロケット打上げ施設の中間地点にロケットの試験施設を作ることを要求した。またその場所は、大きすぎて陸上輸送には向かないアポロ計画用のロケットモーターを運び込める場所でなくてはならなかった。
選ばれた場所は人口が少なく、その他全ての条件に適合していたが、建設が始まる前に5つの小さな集落（ゲインズヴィル、ログタウン、ナポレオン、サンタ・ローザ、ウェストニア）に住む700家族に立ち退いてもらう必要があった。村道や教室が1つの学校等は、現在でも施設の中に残っている。
Mississippi Test Operationsとしての55km2の開発は1961年10月に開始された。公式にはFee Areaとして知られる試験地域は、506km2の吸音性の緩衝地帯に取り囲まれている。コンクリートと金属製の大きな試験施設では、サターンVロケットの1段目と2段目の試験点火が行われた。また、全てのSSME（スペースシャトルメインエンジン）は、この施設で最終検査を受ける。
アポロ計画が終了すると、この施設の利用も減り、地域の経済に大きな影響を及ぼすようになったが、年月を経るごとに別の政府組織がこの施設に移動してきて、経済的な恩恵をもたらした。
1990年代には、様々な新しいコンセプトのエンジンを試験するために、"E"と名付けられた新しい複合試験施設が建設された。この施設で行われた一連の試験の結果、ハイブリッドロケットモーターが商用化し、世界で初めての民間企業による宇宙船スペースシップワンにも搭載された。
アメリカ海軍の試験に用いられる施設にある2つの25万ガロンの水タンクは、1999年の映画『ダブル・ジョパディー』の撮影にも用いられた。
この施設は、何度か名前が変わっている。1965年の開業当初はMississippi Test Facility（ミシシッピ試験施設）と呼ばれたが、1974年にはNational Space Technology Laboratories（国立宇宙技術研究所）と改称され、1988年に先代のミシシッピ州選出のアメリカ合衆国上院議員ジョン・C・ステニスのアメリカの宇宙開発への継続的な貢献を称えて、現在の名称に改められた。
施設は2005年8月末のハリケーン・カトリーナによって損傷を受けた。2007年にはロールス・ロイス・ホールディングスがジョン・C・ステニス宇宙センターに屋外の航空エンジン試験施設を開設した。イギリスのダービー近郊のハックナルから、騒音の問題を受けて移転してきたものだった。試験棟は、旧H1テストベッドの場所に作られた。

## 試験棟

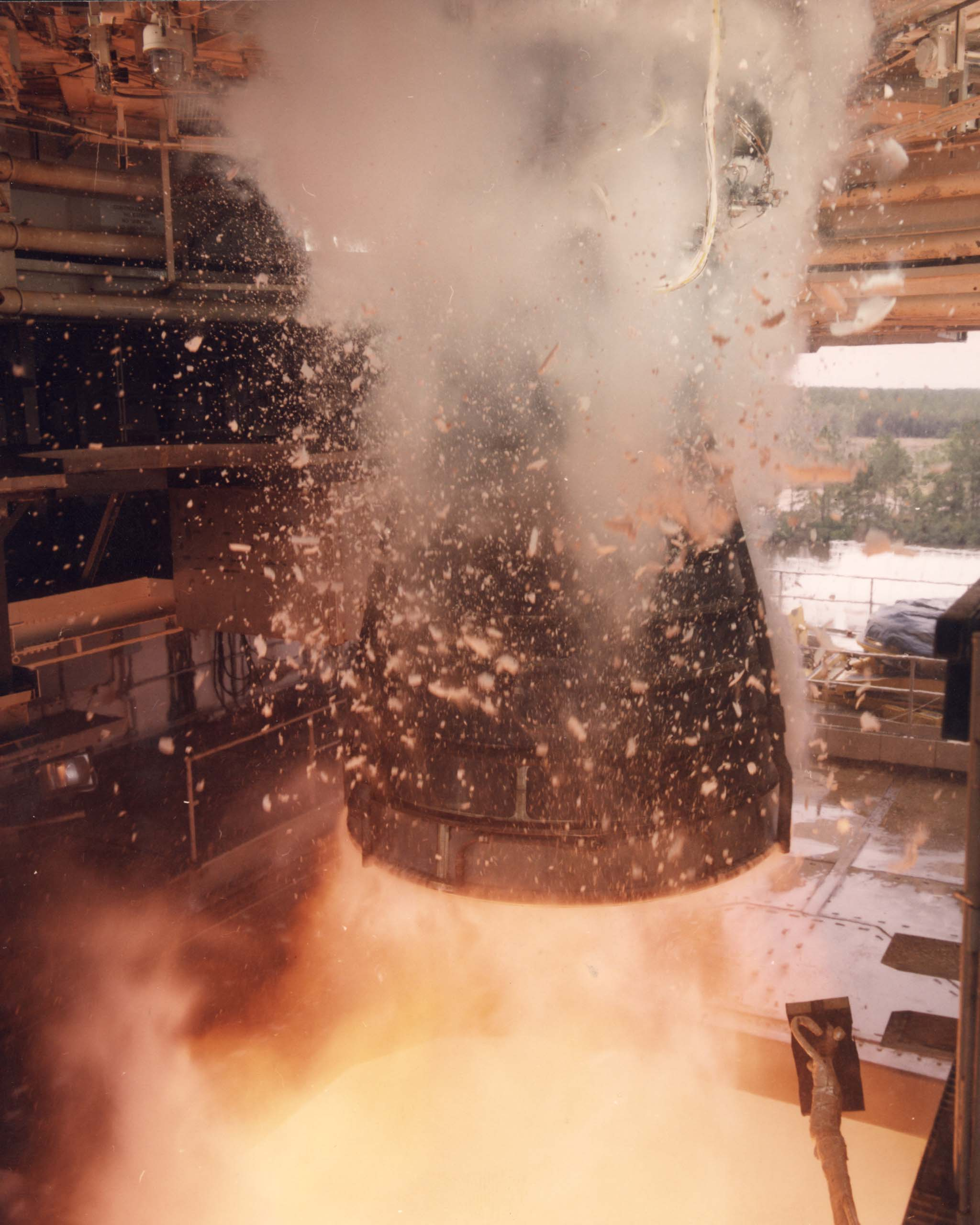
A-1試験棟でのSSMEの点火試験

### A-1
A-1試験棟は、もともとサターンVロケットの第2段目のエンジン(S-II)を試験するために設計された。最大動荷重は170万重量ポンドである。

### A-2
A-2試験棟は、SSMEの試験に用いられる。最大動荷重は110万重量ポンドである。

### A-3
NASAは、新しいA-3試験棟の建設を始めている。A-3試験棟では、高軌道での運用を想定した真空条件下でJ-2ロケットエンジンの試験が行われる予定である。また、海面高度での試験施設としても用いられる。

### B-1/B-2
B-1/B-2試験棟は、2つで最大動荷重1100万重量ポンドの試験施設である。デルタIVのエンジンの試験に用いられた。

### E複合施設
E複合施設では、小さなエンジンや構成部品の試験が行われる。

## 入居組織

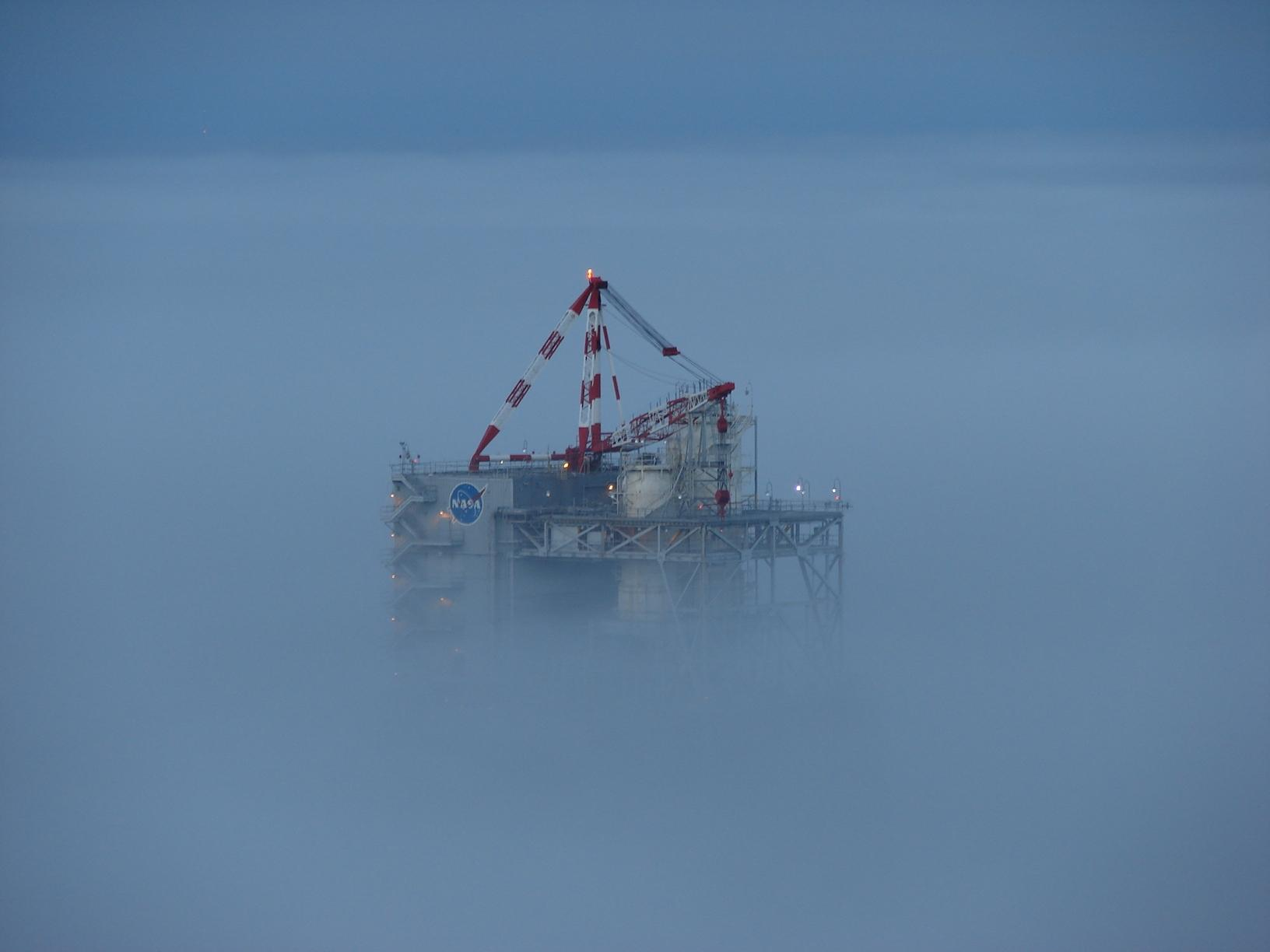
早朝、霧の海に浮かぶA-2試験棟

2005年時点で、ジョン・C・ステニス宇宙センターには30を超える政府機関や民間企業が入居している。現在、その最大のものは、この施設のNASAの職員数より多い3,500人の隊員を擁するアメリカ海軍である。主要な入居組織には、以下のようなものがある。
- アメリカ海洋大気庁
- アメリカ海軍研究所
- ロッキード・マーティン
- アメリカ海軍気象海洋コマンド
- 海軍海洋学局
- NAVSCIATTS
- 南ミシシッピ大学
- アメリカ地質調査所

## ステニスフィア
ジョン・C・ステニス宇宙センターの外来者用施設は、ステニスフィア(StenniSphere)として知られている。NASAの活動や宇宙探査、科学、地質学、気象等に関する展示物が展示されている。18人以上の見学には写真のついた身分証明書が必要である。